# Lista chorążych reprezentacji Rwandy na igrzyskach olimpijskich
Lista chorążych reprezentacji Rwandy na igrzyskach olimpijskich – lista zawodników i zawodniczek reprezentacji Rwandy, którzy podczas ceremonii otwarcia nowożytnych igrzysk olimpijskich nieśli flagę Rwandy.

## Chronologiczna lista chorążych
| Lp. | Rok i miejsce     | Chorąży                     | Dyscyplina    |
| --- | ----------------- | --------------------------- | ------------- |
| 1   | 1984, Los Angeles | Emmanuel Twagirayezu        |               |
| 2   | 1988, Seul        | b.d.                        |               |
| 3   | 1992, Barcelona   | b.d.                        |               |
| 4   | 1996, Atlanta     | Parfait Ntukamyagwe         |               |
| 5   | 2000, Sydney      | Pierre Karemera             |               |
| 6   | 2004, Ateny       | Mathias Ntawulikura         | Lekkoatletyka |
| 7   | 2008, Pekin       | Pamela Girimbabazi Rugabira | pływanie      |
| 8   | 2012, Londyn      | Adrien Niyonshuti           | Kolarstwo     |
| 9   | 2016, Rio         | Adrien Niyonshuti           | Kolarstwo     |
| 10  | 2020, Tokio       | Alphonsine Agahozo          | pływanie      |
| 10  | 2020, Tokio       | John Hakizimana             | Lekkoatletyka |